# U-23-Fußball-Asienmeisterschaft 2022/Qualifikation
Die Qualifikation zur U-23-Fußball-Asienmeisterschaft 2022 fand vom 23. Oktober bis zum 2. November 2021 statt. Es nahmen 38 der insgesamt 47 Mitgliedsverbände der AFC teil. Der Gastgeber der Endrunde, Usbekistan, nahm ebenfalls an der Qualifikation teil, war aber automatisch für die Endrunde qualifiziert. Die restlichen Mannschaften mussten sich in der Vorrunde qualifizieren.

## Modus
Von den 47 Mitgliedsverbänden der AFC meldeten sich 42 zur Teilnahme an. Die Mannschaften wurden bei der Auslosung am 9. Juli 2021 nach ihrer geographischen Lage in die Westregion, bestehend aus West-, Zentral- und Südasien, und die Ostregion, bestehend aus Südost- und Ostasien, verteilt. Die Westregion setzte sich nach der Auslosung aus fünf Gruppen mit jeweils vier und einer Gruppe mit drei Mannschaften und die Ostregion aus vier Gruppen mit jeweils vier und einer Gruppe mit drei Mannschaften zusammen. Afghanistan, Nordkorea, China und Brunei zogen sich nach der Auslosung zurück. Nach dem Rückzug Nordkoreas wurde durch eine Auslosung Hongkong als Ersatz für Nordkorea in Gruppe K bestimmt. Für Afghanistan, China und Brunei wurde dies nicht gemacht, sodass die Gruppe G so nur aus zwei Mannschaften bestand.
Die Spiele wurden vom 23. Oktober bis zum 2. November 2021 als Miniturniere ausgetragen, bei denen je einer der Teilnehmer als Gastgeber einer Gruppe fungierte. Jede Mannschaft spielte einmal gegen jede andere ihrer Gruppe. Die elf Gruppensieger und die vier besten Zweitplatzierten qualifizierten sich für die Endrunde. Aus der Gruppe G qualifizierte sich nur der Gruppensieger. Der Gastgeber aus Usbekistan nahm ebenfalls an der Qualifikation teil, war aber automatisch für die Endrunde gesetzt.

## Gruppeneinteilung
Die Auslosung fand am 9. Juli 2021 in Taschkent statt und ergab die folgenden Gruppen.

### Westregion
| Gruppe A  | Gruppe B      | Gruppe C      | Gruppe D      | Gruppe E           | Gruppe F     |
| --------- | ------------- | ------------- | ------------- | ------------------ | ------------ |
| Syrien    | Iran          | Irak          | Saudi-Arabien | Ver. Arab. Emirate | Jordanien    |
| Katar     | Tadschikistan | Bahrain       | Bangladesch   | Oman               | Palästina    |
| Jemen     | Libanon       | Afghanistan 1 | Kuwait        | Indien             | Turkmenistan |
| Sri Lanka | Nepal         | Malediven     | Usbekistan    | Kirgisistan        |              |

### Ostregion
| Gruppe G   | Gruppe H    | Gruppe I       | Gruppe J | Gruppe K   |
| ---------- | ----------- | -------------- | -------- | ---------- |
| Australien | Südkorea    | Vietnam        | Thailand | Hongkong 3 |
| China 2    | Singapur    | Myanmar        | Malaysia | Japan      |
| Indonesien | Osttimor    | Chinese Taipei | Laos     | Kambodscha |
| Brunei 2   | Philippinen |                | Mongolei |            |

Anmerkungen

## Gruppen

### Gruppe A
Die Spiele fanden im Khalifa International Stadium in ar-Rayyan oder im Qatar SC Stadium in Doha (Katar) statt.
Tabelle
| Pl. | Land      | Sp. | S | U | N | Tore    | Diff. | Punkte |
| --- | --------- | --- | - | - | - | ------- | ----- | ------ |
| 1.  | Katar     | 3   | 2 | 1 | 0 | 009:100 | +8    | 07     |
| 2.  | Syrien    | 3   | 1 | 2 | 0 | 006:100 | +5    | 05     |
| 3.  | Jemen     | 3   | 1 | 1 | 1 | 003:300 | ±0    | 04     |
| 4.  | Sri Lanka | 3   | 0 | 0 | 3 | 000:130 | −13   | 0      |

Spielergebnisse
| 25.10.2021 | Katar     | – | Jemen     | 3:0 (2:0) |
| 25.10.2021 | Syrien    | – | Sri Lanka | 5:0 (3:0) |
| 28.10.2021 | Sri Lanka | – | Katar     | 0:5 (0:2) |

### Gruppe B
Die Spiele fanden alle im Pamir-Stadion in Duschanbe (Tadschikistan) statt.
Tabelle
| Pl. | Land          | Sp. | S | U | N | Tore    | Diff. | Punkte |
| --- | ------------- | --- | - | - | - | ------- | ----- | ------ |
| 1.  | Iran          | 3   | 3 | 0 | 0 | 009:200 | +7    | 09     |
| 2.  | Tadschikistan | 3   | 2 | 0 | 1 | 009:300 | +6    | 06     |
| 3.  | Libanon       | 3   | 1 | 0 | 2 | 004:300 | +1    | 03     |
| 4.  | Nepal         | 3   | 0 | 0 | 3 | 000:140 | −14   | 0      |

Spielergebnisse
| 25.10.2021 | Iran          | – | Nepal   | 4:0 (0:0) |
| 25.10.2021 | Tadschikistan | – | Libanon | 1:0 (0:0) |
| 28.10.2021 | Libanon       | – | Iran    | 0:2 (0:1) |

### Gruppe C
Die Spiele fanden alle im al Muharraq Stadium in Arad (Bahrain) statt.
Tabelle
| Pl. | Land      | Sp. | S | U | N | Tore    | Diff. | Punkte |
| --- | --------- | --- | - | - | - | ------- | ----- | ------ |
| 1.  | Irak      | 2   | 2 | 0 | 0 | 007:000 | +7    | 06     |
| 2.  | Bahrain   | 2   | 1 | 0 | 1 | 003:300 | ±0    | 03     |
| 3.  | Malediven | 2   | 0 | 0 | 2 | 000:700 | −7    | 0      |

Spielergebnisse
| 25.10.2021 | Irak      | – | Malediven | 4:0 (2:0) |
| 28.10.2021 | Malediven | – | Bahrain   | 0:3 (0:1) |
| 31.10.2021 | Irak      | – | Bahrain   | 3:0 (2:0) |

### Gruppe D
Als Gastgeber war zunächst Kuwait vorgesehen. Die Spiele fanden im JAR-Stadion oder im Paxtakor-Zentral-Stadion in Taschkent (Usbekistan) statt. Die Spiele gegen Usbekistan gingen nicht in die Wertung ein.
Tabelle
| Pl. | Land          | Sp. | S | U | N | Tore    | Diff. | Punkte |
| --- | ------------- | --- | - | - | - | ------- | ----- | ------ |
| 1.  | Kuwait        | 2   | 2 | 0 | 0 | 003:100 | +2    | 06     |
| 2.  | Saudi-Arabien | 2   | 1 | 0 | 1 | 004:200 | +2    | 03     |
| 3.  | Bangladesch   | 2   | 0 | 0 | 2 | 000:400 | −4    | 0      |

Spielergebnisse
| 27.10.2021 | Bangladesch   | – | Kuwait        | 0:1 (0:1) |
| 27.10.2021 | Saudi-Arabien | – | Usbekistan    | 2:2 (1:1) |
| 30.10.2021 | Kuwait        | – | Saudi-Arabien | 2:1 (0:1) |

### Gruppe E
Die Spiele fanden alle im Fujairah Club Stadium in Fudschaira (Vereinigte Arabische Emirate) statt.
Tabelle
| Pl. | Land               | Sp. | S | U | N | Tore    | Diff. | Punkte |
| --- | ------------------ | --- | - | - | - | ------- | ----- | ------ |
| 1.  | Ver. Arab. Emirate | 3   | 2 | 0 | 1 | 004:200 | +2    | 06     |
| 2.  | Indien             | 3   | 1 | 1 | 1 | 002:200 | ±0    | 04     |
| 3.  | Kirgisistan        | 3   | 1 | 1 | 1 | 002:200 | ±0    | 04     |
| 4.  | Oman               | 3   | 1 | 0 | 2 | 002:400 | −2    | 03     |

Spielergebnisse
| 24.10.2021 | Ver. Arab. Emirate | – | Kirgisistan | 1:2 (1:0) |
| 24.10.2021 | Oman               | – | Indien      | 1:2 (0:2) |
| 27.10.2021 | Kirgisistan        | – | Oman        | 0:1 (0:0) |

### Gruppe F
Die Spiele fanden alle im King Abdullah II Stadium in Amman (Jordanien) statt.
Tabelle
| Pl. | Land         | Sp. | S | U | N | Tore    | Diff. | Punkte |
| --- | ------------ | --- | - | - | - | ------- | ----- | ------ |
| 1.  | Jordanien    | 2   | 1 | 1 | 0 | 002:100 | +1    | 04     |
| 2.  | Turkmenistan | 2   | 1 | 0 | 1 | 003:200 | +1    | 03     |
| 3.  | Palästina    | 2   | 0 | 1 | 1 | 002:400 | −2    | 01     |

Spielergebnisse
| 25.10.2021 | Turkmenistan | – | Jordanien    | 0:1 (0:0) |
| 28.10.2021 | Palästina    | – | Turkmenistan | 1:3 (0:1) |
| 31.10.2021 | Jordanien    | – | Palästina    | 1:1 (0:0) |

### Gruppe G
Als Gastgeber war zunächst Indonesien vorgesehen. Die Spiele fanden alle im Pamir-Stadion in Duschanbe (Tadschikistan) statt.
Tabelle
| Pl. | Land       | Sp. | S | U | N | Tore    | Diff. | Punkte |
| --- | ---------- | --- | - | - | - | ------- | ----- | ------ |
| 1.  | Australien | 2   | 2 | 0 | 0 | 004:200 | +2    | 06     |
| 2.  | Indonesien | 2   | 0 | 0 | 2 | 002:400 | −2    | 0      |

Spielergebnisse
| 26.10.2021 | Indonesien | – | Australien | 2:3 (0:0) |

### Gruppe H
Die Spiele fanden alle im Jalan Besar Stadium in Singapur statt.
Tabelle
| Pl. | Land        | Sp. | S | U | N | Tore    | Diff. | Punkte |
| --- | ----------- | --- | - | - | - | ------- | ----- | ------ |
| 1.  | Südkorea    | 3   | 3 | 0 | 0 | 014:100 | +13   | 09     |
| 2.  | Singapur    | 3   | 1 | 1 | 1 | 004:700 | −3    | 04     |
| 3.  | Osttimor    | 3   | 1 | 1 | 1 | 003:800 | −5    | 04     |
| 4.  | Philippinen | 3   | 0 | 0 | 3 | 000:500 | −5    | 0      |

Spielergebnisse
| 25.10.2021 | Südkorea | – | Philippinen | 3:0 (0:0) |
| 25.10.2021 | Singapur | – | Osttimor    | 2:2 (1:2) |
| 28.10.2021 | Osttimor | – | Südkorea    | 0:6 (0:3) |

### Gruppe I
Als Gastgeber war zunächst die Republik China auf Taiwan vorgesehen. Die Spiele fanden alle im Dolen-Omurzakov-Stadion in Bischkek (Kirgisistan) statt.
Tabelle
| Pl. | Land           | Sp. | S | U | N | Tore    | Diff. | Punkte |
| --- | -------------- | --- | - | - | - | ------- | ----- | ------ |
| 1.  | Vietnam        | 2   | 2 | 0 | 0 | 002:000 | +2    | 06     |
| 2.  | Myanmar        | 2   | 1 | 0 | 1 | 001:100 | ±0    | 03     |
| 3.  | Chinese Taipei | 2   | 0 | 0 | 2 | 000:200 | −2    | 0      |

Spielergebnisse
| 27.10.2021 | Chinese Taipei | – | Vietnam        | 0:1 (0:0) |
| 30.10.2021 | Myanmar        | – | Chinese Taipei | 1:0 (0:0) |
| 02.11.2021 | Vietnam        | – | Myanmar        | 1:0 (0:0) |

### Gruppe J
Die Spiele fanden alle im MFF Football Centre in Ulaanbaatar (Mongolei) statt.
Tabelle
| Pl. | Land     | Sp. | S | U | N | Tore    | Diff. | Punkte |
| --- | -------- | --- | - | - | - | ------- | ----- | ------ |
| 1.  | Malaysia | 3   | 2 | 1 | 0 | 002:000 | +2    | 07     |
| 2.  | Thailand | 3   | 1 | 2 | 0 | 004:100 | +3    | 05     |
| 3.  | Laos     | 3   | 1 | 0 | 2 | 003:600 | −3    | 03     |
| 4.  | Mongolei | 3   | 0 | 1 | 2 | 003:500 | −2    | 01     |

Spielergebnisse
| 25.10.2021 | Thailand | – | Mongolei | 1:1 (1:0) |
| 25.10.2021 | Malaysia | – | Laos     | 1:0 (0:0) |
| 28.10.2021 | Mongolei | – | Malaysia | 0:1 (0:1) |

### Gruppe K
Die Spiele fanden alle im J-Village Stadium in Hirono (Japan) statt.
Tabelle
| Pl. | Land       | Sp. | S | U | N | Tore    | Diff. | Punkte |
| --- | ---------- | --- | - | - | - | ------- | ----- | ------ |
| 1.  | Japan      | 2   | 2 | 0 | 0 | 008:000 | +8    | 06     |
| 2.  | Kambodscha | 2   | 1 | 0 | 1 | 004:600 | −2    | 03     |
| 3.  | Hongkong   | 2   | 0 | 0 | 2 | 002:800 | −6    | 0      |

Spielergebnisse
| 23.10.2021 | Kambodscha | – | Hongkong   | 4:2 (1:0) |
| 26.10.2021 | Japan      | – | Kambodscha | 4:0 (2:0) |
| 28.10.2021 | Hongkong   | – | Japan      | 0:4 (0:1) |

## Rangliste der Gruppenzweiten
Neben den elf Gruppensiegern qualifizierten sich auch die besten vier Gruppenzweiten für die Endrunde. Ausgenommen war der Zweite der Gruppe G. Um alle Gruppenzweiten vergleichbar zu machen, wurden in den Vierergruppen (Gruppe A, B, E, H sowie J) die Spiele des Gruppenzweiten gegen den Gruppenletzten nicht berücksichtigt.
| Pl. | Verein        | Sp. | S | U | N | Tore    | Diff. | Punkte | Gruppe |
| --- | ------------- | --- | - | - | - | ------- | ----- | ------ | ------ |
| 1.  | Thailand      | 2   | 1 | 1 | 0 | 003:000 | +3    | 04     | J      |
| 2.  | Saudi-Arabien | 2   | 1 | 0 | 1 | 004:200 | +2    | 03     | D      |
| 3.  | Turkmenistan  | 2   | 1 | 0 | 1 | 003:200 | +1    | 03     | F      |
| 4.  | Tadschikistan | 2   | 1 | 0 | 1 | 003:300 | ±0    | 03     | B      |
| 5.  | Bahrain       | 2   | 1 | 0 | 1 | 003:300 | ±0    | 03     | C      |
| 6.  | Myanmar       | 2   | 1 | 0 | 1 | 001:100 | ±0    | 03     | I      |
| 7.  | Kambodscha    | 2   | 1 | 0 | 1 | 004:600 | −2    | 03     | K      |
| 8.  | Syrien        | 2   | 0 | 2 | 0 | 001:100 | ±0    | 02     | A      |
| 9.  | Indien        | 2   | 0 | 1 | 1 | 000:100 | −1    | 01     | E      |
| 10. | Singapur      | 2   | 0 | 1 | 1 | 003:700 | −4    | 01     | H      |